# St Giles International
Saint Giles International é uma escola de inglês fundada em 1955 em Londres, Inglaterra. Tem se desenvolvido desde então, se tornando uma das maiores escolas de idioma do Reino Unido. Atualmente, a escola conta com aproximadamente 14.000 alunos vindo de mais de 100 países diferentes.

## História
St Giles International foi fundada em 1955 por Paul Lindsay e sua esposa Diana. Paul iniciou sua carreira de professor de inglês e francês para nativos em inglês no norte de Londres. Desejando ganhar dinheiro para seu casamento, ele tomou um emprego temporário como professor de inglês em uma escola de idiomas em Londres. Depois de pegar mais experiência e ver alguns problemas na escola, Paul decidiu fundar sua própria instituição em Londres. Paul Lindsay se aposentou em 1998 e seu filho, Mark é hoje o atual diretor da escola.

## Linha do Tempo[2]
- 1955 - St Giles abre sua primeira filial no Soho, em Londres
- 1963 - St Giles abre a filial em Canterbury
- 1969 - St Giles Brighton é aberta
- 1975 - St Giles abre filial em Highgate, em Londres
- 1978 - St Giles Eastbourne é aberta
- 1982 - A primeira filial fora do Reino Unido é aberta, em São Francisco, nos EUA
- 1987 - St Giles abre filial em Westminster, em Londres
- 2001 - St Giles abre primeira filial em país não anglófono, em São Paulo, Brasil
- 2004 - St Giles abre outra filial no Brasil, em Campinas
- 2006 - St Giles San Francisco muda de prédio
- 2006 - St Giles abre filial no Canada, em Vancouver
- 2011 - St Giles abre filial em Nova Iorque, nos EUA

## Unidades
St Giles International possui 9 escolas em 4 países:
- Reino Unido: Brighton, Eastbourne, Londres Central e Londres Highgate
- EUA: Nova Iorque e São Francisco
- Canadá: Vancouver
- Brasil: Brasília e Campinas

## Método de ensino
A escola é voltada para o ensino de idioma inglês para estrangeiros e possui os selos dos seguintes órgãos independentes de avaliação de qualidade no ensino de idiomas:
- British Council no Reino Unido. Neste país, a escola possui convênio com o Governo federal para fiscalização de vistos de estudantes. [5]
- AAIEP e CEA nos EUA
- Languages Canada no Canadá. A filial canadense também possui o certifica EQA do Ministério da Educação da Colúmbia Britânica.[6]